# Prithika Pavade
Prithika Pavade (* 2. August 2004 in Villepinte) ist eine französische Tischtennisspielerin indischer Abstammung. Bei Europameisterschaften gewann sie zweimal eine Bronzemedaille. 2020 nahm sie an den Olympischen Spielen teil.

## Karriere
Pavade entdeckte den Tischtennissport im Alter von sieben Jahren unter dem Einfluss ihres Vaters, der wie ihre Mutter in Puducherry geboren wurde und in Indien lange Zeit erfolgreich spielte. Die Familie zog später nach Le Bourget, wo Prithika Pavade einige Zeit für einen Verein spielte. Erstmals in der ITTF-Weltrangliste geführt wurde sie im Mai 2015, ihre ersten internationalen Auftritte hatte sie ab 2016. So konnte sie bei der Jugend-Europameisterschaften bei den Schülerinnen im Einzel das Viertelfinale erreichen, wo sie dann mit 1:4 ausschied. Mit der Mannschaft kam sie auf Platz 10 (Achtelfinale). 2017 erreichte die Französin beim gleichen Event erneut das Einzel-Viertelfinale, mit dem Team konnte sie diesmal allerdings Silber gewinnen. Im Jahr 2018 war sie zum ersten Mal auch bei einer Jugend-Weltmeisterschaft vertreten, die für sie jedoch ohne das Erreichen von Medaillenrängen endete. Sowohl 2018 als auch 2019 holte sie bei der Jugend-EM in allen vier Kategorien (Einzel, Doppel, Mixed & Team) eine Medaille. Mit ihrer Landsfrau Camille Lutz errang sie 2019 und 2021 bei der Jugend-WM Bronze im Doppel. Im Rahmen der Challenge Series nahm sie an insgesamt vier Turnieren teil. 2020 trat sie bei der Olympiade an, wo allerdings im Einzel, aber auch Teamwettbewerb in der ersten Runde Schluss war. 2021 erreichte sie mit dem Team das Halbfinale bei der Europameisterschaft. Im selben Jahr zog Pavade beim WTT Contender Novo Mesto im Doppel mit Pauline Chasselin ins Halbfinale sowie im Mixed mit Simon Gauzy ins Finale ein. Beim WTT Champions Budapest 2022 gewann sie mit Simon Gauzy erneut Bronze. Die Mittelmeerspiele schloss sie mit dem Erreichen des 4. Platzes im Einzel ab. Dabei verlor sie im Halbfinale gegen Shao Jieni und das Spiel um Platz 3 gegen María Xiao. Außerdem wurde sie in diesem Jahr erstmals französische Meisterin im Einzel und Doppel, nachdem sie 2021 bereits Vize-Meisterin im Einzel war.

## Turnierergebnisse
| Verband | Veranstaltung                               | Jahr | Ort               | Land | Einzel        | Doppel        | Mixed         | Team           | U-21      |
| ------- | ------------------------------------------- | ---- | ----------------- | ---- | ------------- | ------------- | ------------- | -------------- | --------- |
| FRA     | Europameisterschaft                         | 2021 | Cluj-Napoca       | ROU  |               |               |               | Halbfinale     |           |
| FRA     | Europameisterschaft                         | 2020 | Warschau          | POL  | letzte 32     | letzte 16     | Halbfinale    |                |           |
| FRA     | Olympische Spiele                           | 2020 | Tokio             | JPN  | letzte 128    |               |               | 9. – 16. Platz |           |
| FRA     | Mittelmeerspiele                            | 2022 | Oran              | ALG  | 4. Platz      |               |               |                |           |
| FRA     | WTT Feeder                                  | 2022 | Doha              | QAT  | letzte 64     | Viertelfinale |               |                |           |
| FRA     | WTT Contender                               | 2022 | Tunis             | TUN  | letzte 32     | Viertelfinale |               |                |           |
| FRA     | WTT Contender                               | 2022 | Doha              | QAT  | letzte 16     | letzte 16     | letzte 16     |                |           |
| FRA     | WTT Contender                               | 2022 | Maskat            | OMN  | letzte 32     | letzte 16     | letzte 16     |                |           |
| FRA     | WTT Contender                               | 2021 | Novo Mesto        | SLO  | letzte 32     | Halbfinale    | Silber        |                |           |
| FRA     | WTT Contender                               | 2021 | Tunis             | TUN  | Viertelfinale | letzte 16     | Viertelfinale |                |           |
| FRA     | WTT Contender                               | 2021 | Doha              | QAT  | letzte 64     |               |               |                |           |
| FRA     | WTT Star Contender (European Summer Series) | 2022 | Budapest          | HUN  | letzte 16     |               | Halbfinale    |                |           |
| FRA     | WTT Star Contender                          | 2022 | Doha              | QAT  | letzte 32     | Viertelfinale | letzte 16     |                |           |
| FRA     | WTT Star Contender                          | 2021 | Doha              | QAT  | letzte 16     | letzte 16     |               |                |           |
| FRA     | WTT Star Contender                          | 2021 | Doha              | QAT  | letzte 64     |               | Viertelfinale |                |           |
| FRA     | Challenge Series                            | 2020 | Lissabon          | POR  |               |               |               |                | letzte 16 |
| FRA     | Challenge Series                            | 2019 | Yogyakarta        | IDN  | letzte 16     | Viertelfinale |               |                | letzte 16 |
| FRA     | Challenge Series                            | 2019 | Minsk             | BLR  | Qual.         | letzte 16     |               |                | letzte 16 |
| FRA     | Challenge Series                            | 2019 | Bangkok           | THA  | letzte 64     | letzte 16     |               |                | Silber    |
| FRA     | Jugend-Europameisterschaft (Kadetten)       | 2019 | Ostrava           | CZE  | Halbfinale    | Gold          | Gold          | Gold           |           |
| FRA     | Jugend-Europameisterschaft (Kadetten)       | 2018 | Cluj-Napoca       | ROU  | Halbfinale    | Gold          | Silber        | Halbfinale     |           |
| FRA     | Jugend-Europameisterschaft (Kadetten)       | 2017 | Guimaraes         | POR  | Viertelfinale |               |               | Silber         |           |
| FRA     | Jugend-Europameisterschaft (Kadetten)       | 2016 | Zagreb            | CRO  | Viertelfinale |               |               | 10             |           |
| FRA     | Jugend-Weltmeisterschaft                    | 2021 | Vila Nova de Gaia | POR  | letzte 32     | letzte 16     | Halbfinale    | Viertelfinale  |           |
| FRA     | Jugend-Weltmeisterschaft                    | 2019 | Korat             | THA  | letzte 32     | Halbfinale    | letzte 64     | Viertelfinale  |           |
| FRA     | Jugend-Weltmeisterschaft                    | 2018 | Bendigo           | AUS  | Qual.         | letzte 32     | letzte 32     | 11             |           |